# Acisanthera tetraptera
Acisanthera tetraptera là một loài thực vật có hoa trong họ Mua. Loài này được (Cogn.) Gleason mô tả khoa học đầu tiên năm 1935.